# Sebastian Ingrosso

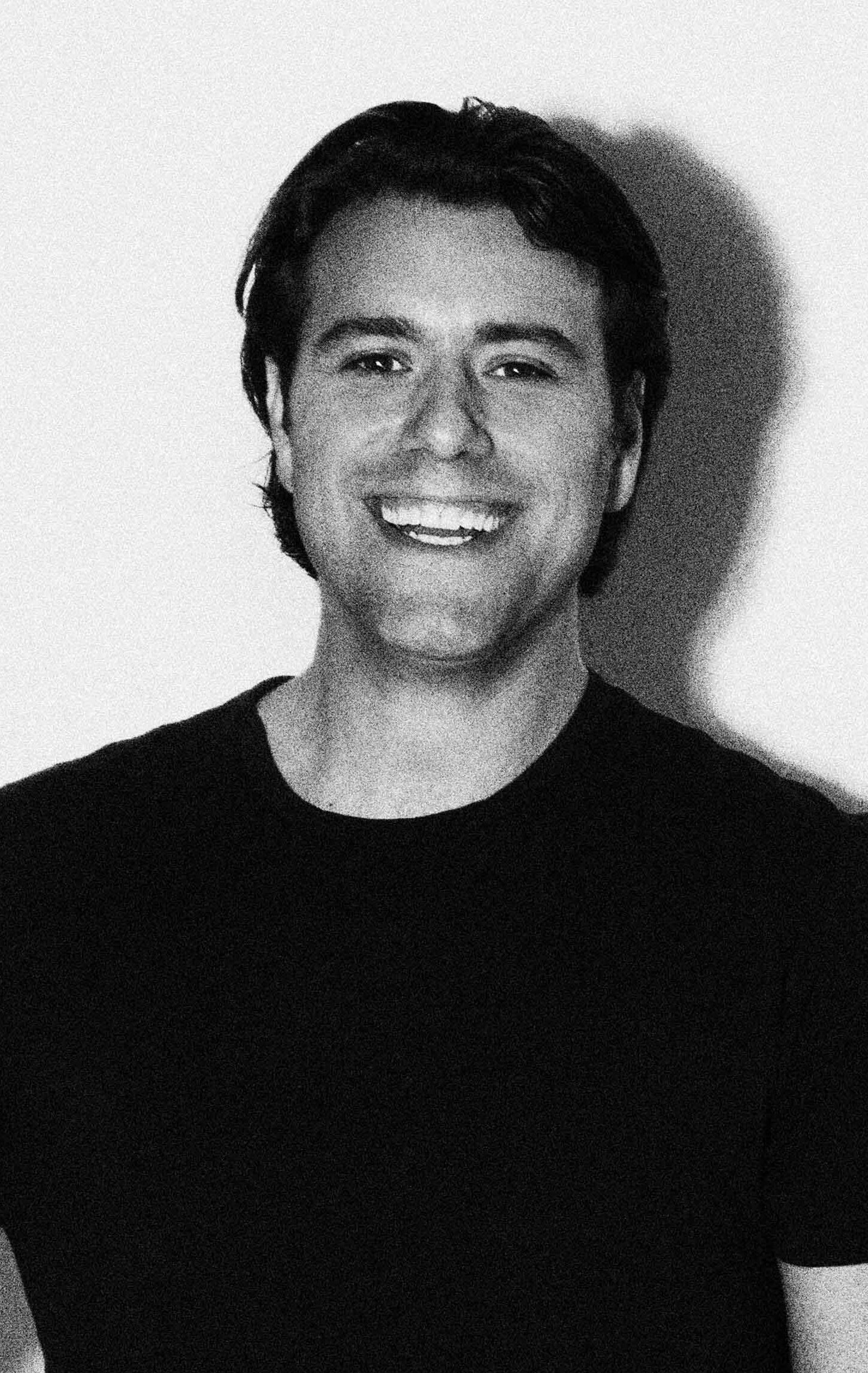
Sebastian Ingrosso membru al trupei Swedish House Mafia.

Sebastian Ingrosso (născut Sebastian Carmine Ingrosso în 1983) e un DJ și producător suedez de origine italiană. Face parte din grupa de muzică Swedish House Mafia. Genul muzical este House. Este prieten din copilărie cu Steve Angello.

## Muzica
- 2001 Bumper (Outfunk)
- 2001 All I Can Take (Outfunk)
- 2001 I Am The One (Outfunk)
- 2002 Echo Vibes (Outfunk)
- 2003 Lost In Music (Outfunk)
- 2003 One Feeling (The Sinners)
- 2003 Keep On Pressing (The Sinners)
- 2003 Sad Girls (The Sinners)
- 2003 Under Pressure (The Sinners)
- 2004 Yo Yo Kidz (Sebastian Ingrosso feat. Steve Angello)
- 2004 Walk Talk Acid
- 2004 You Need 2 Rock
- 2004 Swing Me Daddy (Mode Hookers)
- 2004 Get It Back
- 2004 Shake
- 2004 Cross The Sky (General Moders)
- 2004 We Got The Muzik (Sebastian Ingrosso feat. John Dahlback)
- 2004 Lick My Deck (Sebastian Ingrosso feat. John Dahlbäck)
- 2005 Body Beat
- 2005 Instrumental/Breathe (Mode Hookers)
- 2005 Stockholm 2 Paris (First Optional Deal)
- 2005 Yeah (Sebastian Ingrosso feat. Steve Angello)
- 2005 For Sale (Buy Now)
- 2005 Sold (Buy Now)
- 2006 Ferriberri (Sebastian Ingrosso feat. Eric Prydz)
- 2006 Click (Sebastian Ingrosso feat. Steve Angello)
- 2007 I Can't Get Enough (Fireflies feat. Alexandra Prince)
- 2007 Get Dumb (Steve Angello feat. Axwell, Sebastian Ingrosso & Laidback luke)
- 2007 Umbrella (Sebastian Ingrosso feat. Steve Angello)
- 2007 Together (Sebastian Ingrosso feat. Axwell)
- 2007 It's True (Sebastian Ingrosso feat. Axwell vs. Salem Al Fakir)
- 2008 Chaa Chaa (Sebastian Ingrosso feat. Laidback luke)
- 2008 Body Crash (Buy Now)
- 2008 555 (Steve Angello feat. Sebastian Ingrosso)
- 2008 It (Steve Angello feat. Sebastian Ingrosso vs. Laidback luke)
- 2008 Partouze (Steve Angello feat. Sebastian Ingrosso)
- 2009 Laktos
- 2009 Meich (Sebastian Ingrosso & Dirty South)